# Kladari Gornji
Kladari Gornji (cyr. Кладари Горњи) – wieś w Bośni i Hercegowinie, w Republice Serbskiej, w gminie Modriča. W 2013 roku liczyła 359 mieszkańców.